# Dominicas de Betania
La Congregación de Hermanas Dominicas de Betania (oficialmente en latín: Congregationis Sororum Tertii Ordinis Sancti Dominici a Bethania) es un instituto religioso católico femenino, de vida apostólica y de derecho pontificio, fundado por el religioso dominico francés Marie-Jean-Joseph Lataste, en 1866, en Cadillac. A las religiosas de este instituto se les conoce como Dominicas de Betania y posponen a sus nombres las siglas O.P..

## Historia

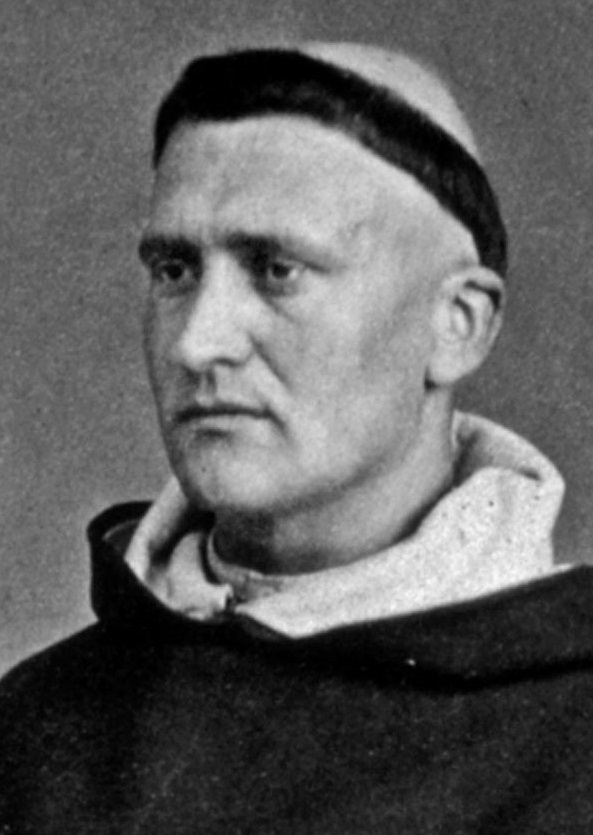
Marie-Jean-Joseph Lataste (1832-1869), fundador de la congregación, es venerado como beato en la Iglesia católica.

La congregación fue fundada por el religioso dominico francés Marie-Jean-Joseph Lataste, luego de haber predicado un retiro espiritual en la cárcel de mujeres de Cadillac. Viendo que muchas mujeres que salían de la cárcel no tenían oportunidad alguna de sobresalir en la sociedad y, por el contrario, eran condenadas por sus anteriores delitos, decidió organizar una nueva familia religiosa para ofrecer la posibilidad a estas ex-detenidas la posibilidad de llevar una vida fraterna en comunidad. De ese modo el 14 de agosto de 1866 fundó la Congregación de las Hermanas de Santa María Magdalena de Betania, llamada más tarde Hermanas Dominicas de Betania.
El instituto fue agregado a la Orden de los Predicadores el 1 de noviembre de 1888 y recibió la aprobación pontificia el 12 de abril de 1902, mediante decretum laudis del papa León XIII. De esta congregación surgió en 1914 la Congregación de Hermanas Terciarias Dominicas de Betania de Venlo, en Países Bajos.

## Organización
La Congregación de Hermanas Dominicas de Betania es un instituto religioso de derecho pontificio, internacional y centralizado, cuyo gobierno es ejercido por una priora general. La sede central se encuentra en Montferrand-le-Château (Francia).
Las dominicas de Betania se dedican a la pastoral carcelaria y a la promoción social de las ex-presidiarias y marginados. Estas religiosas forman parte de la familia dominica y visten el hábito tradicional dominico: túnica, escapulario y esclavina blancos y velo negro. En 2017, el instituto contaba con 53 religiosas y 4 comunidades, presentes en Francia, Italia y Suiza.